# Viva Macau

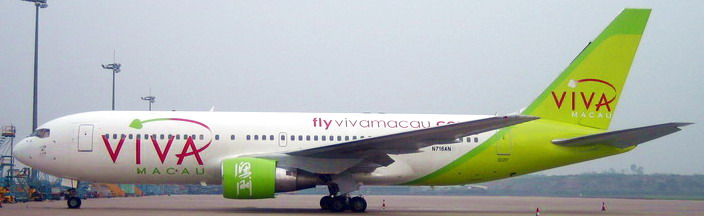

A  Viva Macau  foi uma companhia aérea baseada de Macau, fundada em 2005 e com atuação regional e de longo curso. Detentora de uma subconsessão da Air Macau, a Viva Macau forneceu serviços aéreos de baixo custo em Macau e no Delta do Rio das Pérolas, na China. A empresa operava com duas aeronaves Boeing 767 com dois serviços na cabine, Premium e Económica. Viva Macau emprega funcionários de 21 diferentes nacionalidades. A empresa de capital privado e, entre os sócios, estavam o presidente Ngan In Leng e a empresa MKW Capital, um fundo de investimento internacional que possui uma série de investimentos em Macau.
Em Março de 2010, a Viva Macau foi forçada a suspender as suas actividades, porque foi-lhe repentinamente retirada a sua subconcessão pela Air Macau, que assim agiu para cumprir as ordens do Governo da RAEM. A justificação para o fim da subconcessão foi o alegado falhanço da Viva Macau de assistir adequadamente os seus passageiros afectados por adiamentos e cancelamentos de voos. Sem uma subconcessão, a Viva Macau viu rapidamente o seu Certificado de Operador Aéreo ser revogado também pelo Governo, deixando de poder actuar no sector público dos serviços de transporte aéreo local.

## Frota
A Viva Macau operou duas aeronaves:
- 1 Boeing 767-200ER (B-MAV, operado anteriormente pela Aeroméxico)
- 1 Boeing 767-300 (B-MAW, operado anteriormente pela PBair)

O plano de negócio da companhia prevê a compra de novas aeronaves. A intenção da direção da empresa é ter uma frota de 10 a 15 aviões em cinco anos após a sua fundação.

## Destinos

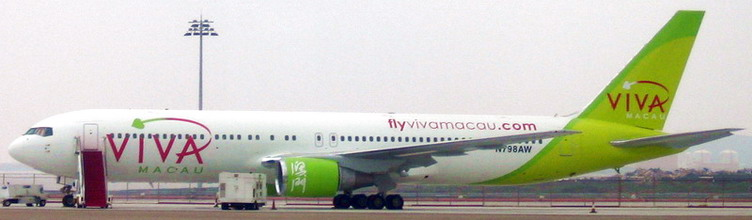
Viva Macau Boeing 767-300

Na sua curta história, a Viva Macau tem alterado a lista de destinos conforme a demanda. Antes da suspensão das suas actividades aéreas, operava voos para a Indonésia (Jacarta), Vietnam (Ho Chi Minh) e Austrália (Sydney). Também operava voos para o Japão (Tóquio e Okinawa) em frequências não regulares (voos charter). A empresa pretende iniciar em 2009 dois novos voos para a Austrália (Melbourne e Brisbane). No passado, a companhia já operou rotas para a Tailândia (Phuket), Maldivas (Malé) e Coreia do Sul (Muan e Busan). 